# 3 km (obwód leningradzki)
3 km (ros. 3 км) – przystanek kolejowy w pobliżu miejscowości Mga, w rejonie kirowskim, w obwodzie leningradzkim, w Rosji. Położony jest na linii Mga – Budogoszcz, przy osiedlu dacz.